# Namibita
La namibita és un mineral de la classe dels fosfats. Rep el seu nom del desert del Namib, a Namíbia.

## Característiques
La namibita és un vanadat secundari de coure i bismut, de color verd fosc i fórmula química Cu(BiO)₂(VO₄)(OH). Va ser aprovada com a espècie vàlida per l'Associació Mineralògica Internacional l'any 1981. Cristal·litza en el sistema triclínic. La seva duresa a l'escala de Mohs oscil·la entre 4,5 i 5. És un mineral estructuralment relacionat amb la brendelita. Químicament s'assembla a la khorixasita.
Segons la classificació de Nickel-Strunz, la namibita pertany a «08.BA: Fosfats, etc. amb anions addicionals, sense H₂O, només amb cations de mida mitjana, (OH, etc.):RO₄ sobre 1:1» juntament amb els següents minerals: ambligonita, montebrasita, tavorita, triplita, zwieselita, sarkinita, triploidita, wagnerita, wolfeïta, stanĕkita, joosteïta, hidroxilwagnerita, arsenowagnerita, holtedahlita, satterlyita, althausita, adamita, eveïta, libethenita, olivenita, zincolibethenita, zincolivenita, auriacusita, paradamita, tarbuttita, barbosalita, hentschelita, latzulita, scorzalita, wilhelmkleinita, trol·leïta, fosfoel·lenbergerita, urusovita, theoparacelsita, turanita, stoiberita, fingerita, averievita, lipscombita, richel·lita i zinclipscombita.

## Formació i jaciments
Va ser descoberta a la Granja Mesopotamia 504, a la Vall Mesopotamia Copper, al districte de Khorixas de la regió de Kunene, a Namíbia. També ha estat descrita a altres localitats d'Austràlia, Canadà, República Txeca, Alemanya, Japó, Mèxic, Anglaterra i els Estats Units.